# 沙漠眼鏡蛇
沙漠眼鏡蛇屬（學名：Walterinnesia）是蛇亞目眼鏡蛇科下的一個單型蛇屬，屬下只有沙漠眼鏡蛇（Walterinnesia aegyptia）一種分布於中東至非洲北部地帶的有毒眼鏡蛇，亦稱沙漠黑蛇。沙漠眼鏡蛇多出沒於中東地區的矮樹林及乾燥地帶，其分布所在包括埃及、以色列、黎巴嫩、敘利亞、約旦、伊拉克、伊朗、科威特及沙地阿拉伯等。沙漠眼鏡蛇通體黑色，其鱗片呈光滑質感。

## 外部連結
- （英文）TIGR爬蟲類資料庫：沙漠眼鏡蛇